# Völkischer Beobachter
O Völkischer Beobachter ("Observador Popular", sendo Völkisch uma palavra derivada de Volk, i.e., "povo") foi o jornal do Partido Nacional-Socialista dos Trabalhadores Alemães (NSDAP). Distribuído semanalmente de início, passou a diário em 8 de fevereiro de 1923.
O "Jornal do Combatente do Movimento Nacional-Socialista da Grande Alemanha" (Kampfblatt der nationalsozialistischen Bewegung Großdeutschlands) teve suas origens no Münchner Beobachter, que em 1918 foi adquirido pela Sociedade Thule e em agosto de 1919 mudou de nome para Völkischer Beobachter. O NSDAP comprou-o em 1920, por iniciativa de Dietrich Eckart, seu primeiro diretor.
Inicialmente, a tiragem do jornal era de 8 000 cópias, mas subiu para 25 000 no outono de 1923 devido a um aumento da procura durante a Ocupação do Ruhr. Nesse ano, a direção passou para as mãos de Alfred Rosenberg. Com a proibição do NSDAP depois do Putsch da Cervejaria em 9 de novembro de 1923, a publicação do jornal foi suspensa, e assim se manteve até 26 de fevereiro de 1925, durante a reestruturação do partido. A circulação do jornal crescia, acompanhando o sucesso do Movimento Nacional Socialista. Venderam-se cerca de 120 000 exemplares em 1923, mas 1,7 milhões em 1944.
No final de abril de 1945, alguns dias antes da derrota alemã na Segunda Guerra Mundial,a publicação do jornal foi encerrada.